# 蒙托利韋特火山
蒙托利韋特火山，是西班牙的火山，位於該國東北部加泰羅尼亞的赫羅納省，處於奧洛特，屬於加泰羅尼亞地中海山脈的一部分，海拔高度542米，最近一次火山噴發在11,000年前發生。